# Zilveren Krulstaart
De Zilveren Krulstaart is een vakprijs voor scenario's, waarbij de winnaars worden gekozen door collega-scenarioschrijvers. Deze prijs is een initiatief van het Netwerk Scenarioschrijvers en begonnen als 'geuzenprijs' in 2001. In het begin bestond de prijs alleen in de categorie Tv-serie. Sinds 2011 kent het ook de categorieën Film (speelfilms van meer dan 60 minuten) en Kort (speelfilms van minder dan 60 minuten).

## Nominaties en winnaars

### Tv-serie
| Jaar | Winnaar                                     | Winnaar | Andere genomineerden                                  |
| Jaar | Serie                                       | Scenarioschrijver | Andere genomineerden                                  |
| ---- | ------------------------------------------- | --- | ----------------------------------------------------- |
| 2024 | Nog niet bekend                             | Nog niet bekend | BODEM, De Joodse raad, Een van ons                    |
| 2023 | Lampje, naar het boek Lampje (VPRO)         | Mieke de Jong | De droom van de jeugd Dag & Nacht                     |
| 2022 | Het jaar van Fortuyn (AVROTROS)             | Pieter Bart Korthuis, Nathan Vecht                                                                                    | De verschrikkelijke jaren 80 Rampvlucht               |
| 2021 | De regels van Floor (seizoen 4) (VPRO)      | Lotte Tabbers, Luuk van Bemmelen, Tim Kamps, Renske de Greef, Martijn Hillenius, Anne Barnhoorn en Maurice Trouwborst | Oogappels (seizoen 3) Red Light                       |
| 2020 | IM (AVROTROS)                               | Hugo Heinen, Michiel van Erp                                                                                          | Oogappels (seizoen 2) De regels van Floor (seizoen 3) |
| 2019 | Undercover (Netflix)                        | Lars Damoiseaux, Eveline Hagenbeek, Piet Matthys, Nico Moolenaar, Bart Uytdenhouwen                                   | Joardy Season Judas                                   |
| 2018 | De Luizenmoeder (AVROTROS)                  | Ilse Warringa, Diederik Ebbinge en Eva Aben                                                                           | Mocro Maffia, Klem (Seizoen 2)                        |
| 2017 | Het geheime dagboek van Hendrik Groen (MAX) | Martin van Waardenberg                                                                                                | Klem TreurTeeVee                                      |
| 2016 | Alleen op de wereld (VPRO)                  | Myranda Jongeling Mieke de Jong Anne Hofhuis                                                                          | De Zaak Menten Vechtershart                           |
| 2015 | Hollands Hoop (VARA, VPRO en NTR)           | Franky Ribbens | Missie Aarde Vrolijke kerst                           |
| 2014 | Ramses (AVRO)                               | Marnie Blok | De Prooi Smeris                                       |
| 2013 | Penoza II (KRO)                             | Pieter Bart Korthuis                                                                                                  | Moeder, ik wil bij de Revue Volgens Robert            |
| 2012 | Overspel (VARA)                             | Frank Ketelaar | Lijn 32 Beatrix, Oranje onder vuur                    |
| 2011 | A'dam - E.V.A. (VARA, NTR en VPRO)          | Robert Alberdingk Thijm                                                                                               | Penoza In therapie                                    |
| 2010 | Bernhard, schavuit van Oranje (VPRO)        | Tomas Ross en Karin van der Meer                                                                                      | Annie M.G. Toren C                                    |
| 2009 | Gooische Vrouwen (RTL 4)                    | Lex Passchier en Frank Houtappels                                                                                     |                                                       |
| 2008 | De Prins en het Meisje (VPRO)               | Ger Beukenkamp |                                                       |
| 2007 | Waltz (VARA, NPS en VPRO)                   | Robert Alberdingk Thijm                                                                                               |                                                       |
| 2006 | Vuurzee (VARA)                              | Frank Ketelaar |                                                       |
| 2005 | De Band (VARA)                              | Frank Ketelaar |                                                       |
| 2004 | Cloaca (AVRO)                               | Maria Goos |                                                       |
| 2003 | Dunya & Desie (NTR)                         | Robert Alberdingk Thijm                                                                                               |                                                       |
| 2002 | De Enclave (VARA)                           | Alma Popeyus en Hein Schütz                                                                                           |                                                       |
| 2001 | De Daltons (VPRO)                           | Robert Alberdingk Thijm                                                                                               |                                                       |

### Film
| Jaar | Winnaar                        | Winnaar                                                | Andere genomineerden |
| Jaar | Film                           | Scenarioschrijver                                      | Andere genomineerden |
| ---- | ------------------------------ | ------------------------------------------------------ | --- |
| 2024 | Nog niet bekend                | Nog niet bekend                                        | De Terugreis (Marijn de Wit, Jelle de Jonge), Dit is geen Kerstfilm (Lotte Tabbers, Isis Mihrimah Cabolet), En we vliegen door de dagen (Aliefka Bijlsma, Ellen Barendregt) |
| 2023 | Zomervacht                     | Britt Snel                                             | Kiddo (Nena van Driel & Zara Dwinger) Sweet Dreams (Ena Sendijarevic) |
| 2022 | El Houb                        | Shariff Nasr, Philip Delmaar                           | Pink Moon (Bastiaan Kroeger) Knor (Tosca Menten & Fiona van Heemstra) |
| 2021 | De veroordeling                | Sander Burger, Bert Bouma, o.b.v het boek van Bas Haan | De Slag om de Schelde (Paula van der Oest) De Oost (Jim Taihuttu, Mustafa Duygulu)                                                                                          |
| 2020 | De beentjes van Sint-Hildegard | Herman Finkers                                         | De Kuthoer (Daan Windhorst) Buladó (Esther Duysker, Eché Janga) |
| 2019 | Kapsalon Romy                  | Tamara Bos                                             | Bumperkleef (Lodewijk Crijns) De Libi (Jeroen Scholten van Aschat & Shady El-Hamus)                                                                                         |
| 2018 | Niemand in de stad             | Philip Huff en Marnie Blok                             | Bankier van het verzet (Marieke van der Pol, Thomas van der Ree en Matthijs Bockting) La Holandesa (Daan Gielis)                                                            |
| 2017 | Bram Fischer                   | Jean van de Velde                                      | Brimstone (Martin Koolhoven) Quality Time (Daan Bakker) |
| 2016 | Tonio                          | Hugo Heinen                                            | Layla M. (Jan Eilander & Mijke de Jong) Waterboys (Robert Jan Westdijk) |
| 2015 | Gluckauf                       | Gustaaf Peek                                           | Aanmodderfakker (Anne Barnhoorn, Michiel ten Horn) Tussen 10 en 12 (Peter Hoogendoorn)                                                                                      |
| 2014 | Wolf                           | Jim Taihuttu                                           | Lucia de B. (Moniek Kramer & Tijs van Marle) After the tone (Henk Burger & Digna Sinke)                                                                                     |
| 2013 | De ontmaagding van Eva van End | Anne Barnhoorn                                         | De marathon (Gerard Meuldijk & Martin van Waardenberg) Matterhorn (Diederik Ebbinge)                                                                                        |
| 2012 | Kauwboy                        | Jolein Laarman Boudewijn Koole                         | Achtste-groepers huilen niet (Karen van Holst Pellekaan & Jacques Vriens) Plan C (Max Porcelijn)                                                                            |
| 2011 | Rabat                          | Jim Taihuttu Victor D. Ponten                          | Schemer (Anjet Daanje) Lang & gekukkig (Don Duyns) |

### Korte film
| Jaar | Winnaar                                                          | Winnaar                             | Andere genomineerden |
| Jaar | Film                                                             | Scenarioschrijver                   | Andere genomineerden |
| ---- | ---------------------------------------------------------------- | ----------------------------------- | --- |
| 2024 | Nog niet bekend                                                  | Nog niet bekend                     | Beyond Silence (Marnie Blok), Trauma Porn Club (Bodil Matheeuwisen), Wander to Wonder (Nina Gantz, Simon Cartwright, Daan Bakker, Stienette Bosklopper) |
| 2023 | Ik ben geen robot (Filmfonds Short)                              | Victoria Warmerdam                  | Ma Mére et Moi (Nena van Driel) De geboorte van een hysterische wijf (Karen Veldt, Nick Verkroost)                                                      |
| 2022 | A Capella in D Mineur (NFA, Afstudeer Film)                      | Caspar van Woudenberg               | Dormis (Sarah Offringa & Sander van Dijk) Op Tijd Terug (Inge van Sonderen)                                                                             |
| 2021 | Verdwenen Dagen (Videoland Academy)                              | Bodil Matheeuwsen                   | De Pinpas (Demian van der Wekken) De Sterfshow (Paul de Vrijer)                                                                                         |
| 2020 | Snorrie (NTR: Kort!)                                             | Victoria Warmerdam                  | Harmonia (Sam Dijkstra) Laatste rit (Leila Sahir) |
| 2019 | Ufua (Centraal)                                                  | Ilse Ott                            | Porfotto (Bodil Matheeuwsen) Centraal: Khata (Britt Snel)                                                                                               |
| 2018 | Tienminutengesprek (NTR: Kort!)                                  | Renske de Greef                     | Cycle (Sytske Kok) Sisters (Rosita Wolkers) Tom Adelaar (Ashar Medina)                                                                                  |
| 2017 | Jungle (De Oversteek)                                            | Ashar Medina                        | De dag dat mijn huis viel (Don Duyns) Polska Warrior (Pepijn Moors & Christa de Graaf)                                                                  |
| 2016 | Hoe het kwam dat de ramenlapper hoogtevrees kreeg (De Oversteek) | Eva Zanen Matthijs Bockting         | Geen koningen in ons bloed (Bastiaan Kroeger) Horizon (Jaap-Peter Enderle & Willem Hietkamp)                                                            |
| 2015 | Spotters (NTR: Kort!)                                            | Don Duyns                           | Bloedhond (Jolein Laarman) Das Wad (Rob Lücker) |
| 2014 | Pony Place (NTR: Kort!)                                          | Thomas van der Ree                  | Verzet (Luuk van Bemmelen) Vingers (Martijn Hillenius)                                                                                                  |
| 2013 | Sevilla (NTR: Kort!)                                             | Marcel Rooijaards                   | Roken als een Turk (Mustafa Duygulu) minoun (Cecilie Levy)                                                                                              |
| 2012 | Lang zal ze leven (NTR: De Straat)                               | Nynke de Jong                       | Bitchfight (Chris Westendorp) Entre nosotros (Paloma Aguilera Valdebenito)                                                                              |
| 2011 | Suiker (NTR: Kort!)                                              | Dennis van de Ven en Jeroen Annokee | Bukowski (Daan Bakker) Van god los - Spookbeeld (Willem Bosch & Michael Leendertse)                                                                     |

## Overige prijzen

### Zilveren Pen
Naast de Zilveren Krulstaarten wordt sinds 2017 de Zilveren Pen uitgereikt. Deze prijs is voor personen of instellingen die zich onderscheiden in het zichtbaar maken van scenarioschrijvers.
| Jaar | Winnaar                                |
| ---- | -------------------------------------- |
| 2022 | Marieta van Olphen                     |
| 2021 | Genelva Krind                          |
| 2020 | David Kavanagh                         |
| 2019 | Astrid van Keulen                      |
| 2018 | Esmé Lammers en Ingrid van Engelshoven |
| 2017 | Walter van der Kooi                    |

### Gouden Pen
De Gouden Pen (sinds 2012 uitgereikt) wordt uitgereikt aan de scenarioschrijver van wie de film meer dan honderdduizend bioscoopbezoekers heeft getrokken (Gouden Film). Een overzicht van de winnaars van de Gouden Pen van 2012-2017 is te vinden op de website van het Netwerk Scenarioschrijvers.